# Rio Bătătura Cailor
O Rio Bătătura Cailor é um rio da Romênia afluente do Cormoş, localizado no distrito de Harghita, Covasna.